# Данило Кобякович
Данило Кобякович (до 1183 — вбитий 1223) — половецький хан (придніпровських половців), син хана Кобяка, розбитого на Орелі (1183) і померлого в ув'язненні в Києві.
У 1203 році разом з Кончаком брав участь в розоренні Києва Рюриком Ростиславичем і Ольговичами. У 1223 році був убитий монголами Джебе і Субедеєм під час втечі до Дніпра.